# بی‌درنگ ترسیده
بی‌درنگ ترسیده (انگلیسی: Scared Straight!) فیلمی در ژانر مستند به کارگردانی آرنولد شاپیرو است که در سال ۱۹۷۸ منتشر شد.